# Киселёв, Николай Петрович (историк)
Николай Петрович Киселёв (28 августа (9 сентября) 1884, Москва, Российская империя — 17 апреля 1965, Москва, СССР) — русский и советский учёный-книговед, библиограф, палеограф, библиотечный и музейный деятель, известный каталогизатор инкунабул и палеотипов. Активный представитель культуры русского Серебряного века. Специализировался на истории мистики, тайных наук и истории масонства. Профессор (1938).

## Биография
Родился 28 августа (9 сентября) 1884 года в Москве. Отец, Пётр Сергеевич Киселёв (04.07.1840—22.02.1893), в 1876 году женился на, имевшей звание домашней учительницы, Аделе Витвер (?—1922). После смерти отца в 1893 году вдова с детьми была внесена решением Московского дворянского собрания в дворянскую родословную книгу.
Окончил 5-ю Московскую гимназию с золотой медалью.
В 1910 году окончил историко-филологический факультет Московского университета. Слушал лекции по римской филологии в Гейдельбергском университете в Германии (1908—1909).
С 1910 года работал в Библиотеке Московского Публичного и Румянцевского музеев (ныне Российская государственная библиотека). С конца октября 1910 — вольнотрудящийся в Отделе рукописей Румянцевского музея, с 21 мая 1911 — сверхштатный чиновник там же. С 1 июня 1912 до 1919 — младший помощник библиотекаря.
С 1914 по 1917 годы — секретарь издательства «Мусагет». Переписывался с Анной Минцловой и Яковом Барсковым. В 1915 году был награждён орденом Св. Станислава 3-й степени.
В 1918 году — эмиссар Московского библиотечного отдела, занимавшийся осмотром библиотек и отбором книг для Румянцевского музея, в частности, перевёз в музей книжное собрание Барятинских.
В 1925—1930 гг. — заведующий Отделом редких книг. В 1930 году — заведующий Музеем книги. В 1933 году издательство Academia заключило с Киселёвым договор о подготовке сочинений Н. М. Языкова (Полное собрание стихотворений вышло в издательстве в 1934 году). В 1935 году с Государственным литературным музеем прошли переговоры о заключёнии договора по составлению алфавитного каталога русских масонов (в том же году им было написано сочинение «Матерь-ложа трёх знамён в Москве и зависевшие от неё ложи (1779—1786)»),
В 1938 году был аттестован в звании профессора по книговедению. До 25 июня 1941 года — заведующий общим отделом, заведующий отделом «Выставка книжного искусства», учёный консультант, главный библиотекарь Отдела редких книг.
Был арестован и с 21 января 1942 репрессирован, находился в лагерях и ссылке. Реабилитирован в 1957 году и в том же году стал заведовать научной библиотекой Всесоюзной книжной палаты, был научным консультантом Отдела редких книг Государственной библиотеки им. В. И. Ленина.
Умер 17 апреля 1965 года. Похоронен на Ваганьковском кладбище (14 участок).

## Научное наследие
Николай Петрович Киселёв — специалист по истории русского масонства, более полувека занимавшийся изучением масонских архивов. Эта работа прерывалась лишь во время отбывания сроков в лагерях и ссылках. Результаты исследований Н. П. Киселёва при его жизни так и не увидели свет, за исключением одной небольшой статьи.
Лишь в 2005 году по архиву Н. П. Киселёва было впервые опубликовано его исследование о московской масонской ложе «Трёх знамён», составленное им по собранным уникальным материалам ещё в 1930-е годы.
Кроме того, в приложении издания помещены редкие материалы, относящиеся к истории русского масонства XVIII века: письма масонов, речи в ложах (И. Г. Шварца, Поздеева, Гине), протоколы лож, списки членов лож, указатель имён, указатель масонских мастерских и т. д.

### Судьба библиотеки
Ещё в 1920-е годы Н. П. Киселёв приобрёл для своей библиотеки существенную часть самого значительного масонского собрания книг XVIII—XIX вв. В. С. Арсеньева-внука. После кончины Киселёва в 1965 году некоторые уникальные экземпляры поступили в фонды РГБ и ВГБИЛ, основная же часть собрания была распродана через букинистические магазины. Главная масонская библиотека XVIII—XIX вв. перестала существовать; книги из неё с пометами выдающихся масонов до сих пор встречаются в продаже.

## Публикации
- Каталог инкунабулов Московского публичного и Румянцевского музеев. М., 1912—1913. Вып.1-2.
- Инвентарь инкунабулов Всесоюзной библиотеки имени В. И. Ленина. М., 1939. Вып. 1.
- Неизвестные фрагменты древнейших памятников печати Германии и Голландии. М., 1961.
- О московском книгопечатании XVII века // Книга: Исследования и материалы. 1960. Сб. 2.
- Греческая печать на Украине в XVI в. Иван Фёдоров и его последователи // Книга: Исследования и материалы. 1962. Сб. 7.
- Книги греческой печати в собрании Государственной библиотеки СССР имени В. И. Ленина // Книга: Исследования и материалы. 1973. Сб. 26.
- Index palaeotyporum quotquot in Bibliotheca publica olim Rumianzoviensi nunc Leniniana Moscuae asservantur. Fasc. 1-2, Mosquae, [1927]-29.

- Киселёв Н. П. Из истории русского розенкрейцерства / Сост., подгот. текста и коммент. М. В. Рейзина, А. И. Серкова. — СПб.: Издательство имени Н. И. Новикова, 2005. — 424 с. — (Русское масонство. Материалы и исследования. Выпуск 5). — 3000 экз. — ISBN 5-87991-020-2. (в пер.)